# لاس توناس
لاس توناس هي مدينة كبيرة، وبلدية، تتبع مقاطعة لاس توناس، وهي عاصمتها، بلغ عدد سكانها 202,105 نسمة في 2012، تبلغ مساحتها 891,000,000 متر مربع (891 كـم2).

## المناخ
يظهر الجدول التالي التغييرات المناخية على مدار السنة للاس توناس:
| البيانات المناخية لـلاس توناس     | البيانات المناخية لـلاس توناس | البيانات المناخية لـلاس توناس | البيانات المناخية لـلاس توناس | البيانات المناخية لـلاس توناس | البيانات المناخية لـلاس توناس | البيانات المناخية لـلاس توناس | البيانات المناخية لـلاس توناس | البيانات المناخية لـلاس توناس | البيانات المناخية لـلاس توناس | البيانات المناخية لـلاس توناس | البيانات المناخية لـلاس توناس | البيانات المناخية لـلاس توناس | البيانات المناخية لـلاس توناس |
| الشهر                             | يناير                         | فبراير                        | مارس                          | أبريل                         | مايو                          | يونيو                         | يوليو                         | أغسطس                         | سبتمبر                        | أكتوبر                        | نوفمبر                        | ديسمبر                        | المعدل السنوي                 |
| --------------------------------- | ----------------------------- | ----------------------------- | ----------------------------- | ----------------------------- | ----------------------------- | ----------------------------- | ----------------------------- | ----------------------------- | ----------------------------- | ----------------------------- | ----------------------------- | ----------------------------- | ----------------------------- |
| متوسط درجة الحرارة الكبرى °م (°ف) | 28 (82)                       | 29 (84)                       | 30 (86)                       | 31 (88)                       | 31 (88)                       | 32 (90)                       | 33 (91)                       | 33 (91)                       | 32 (90)                       | 31 (88)                       | 29 (84)                       | 28 (82)                       | 31 (87)                       |
| متوسط درجة الحرارة الصغرى °م (°ف) | 19 (66)                       | 19 (66)                       | 20 (68)                       | 21 (70)                       | 22 (72)                       | 23 (73)                       | 24 (75)                       | 24 (75)                       | 23 (73)                       | 23 (73)                       | 21 (70)                       | 20 (68)                       | 22 (71)                       |
| [بحاجة لمصدر]                     |                               |                               |                               |                               |                               |                               |                               |                               |                               |                               |                               |                               |                               |

## أعلام
- فيسنتي غارسيا غونزاليس
- خوسيه غوميز مستيليير
- أورلاندو ماكفرلين
- أورلاندو بينيا